# Seznam titulárních říšských knížat
Tato stránka představuje seznam titulárních, tedy nevládnoucích či alespoň nestavovských knížecích rodů, jmenovaných panovníky Svaté říše římské. Titulární knížata neměla žádná politická práva ve smyslu říšských zákonů. V některých případech ale mohlo jít i o (téměř) suverénní panovníky jak uvnitř říše, tak za jejími hranicemi. Z řad suverénů jsou v následujícím seznamu vypsáni jen ti, kteří nedrželi svá léna v říšské Itálii (italští říšští suveréni jsou pojednáni v článku Seznam světských říšských knížat a knížectví). V seznamu jsou dále také duchovní knížata, pokud se jejich knížecí titul vázal (také) na výslovně udělenou osobní knížecí hodnost (ad personam) a nikoli (jen) jako titul svázaný s duchovním úřadem. Tučně je označeno jméno rodu či jméno území, na něž se vázal říšský knížecí titul. V některých případech uplynul nějaký čas mezi vlastním povýšením do knížecího stavu a vystavením knížecího diplomu. Není-li uvedeno jinak, vztahují se zde uvedená data ke dni vystavení diplomu.

## Seznam knížecích rodů
Následující seznam titulárních knížat Svaté říše římské není pravděpodobně kompletní. Již v roce 1986 si německý historik Thomas Klein postěžoval, že "dodnes" (tedy do jeho současnosti) neexistuje žádný kompletní seznam říšských knížecích nobilitací. Ani v současnosti (2017) patrně žádný takový nebyl ještě sestaven. Následující seznam vychází zčásti z archivní pomůcky k archivnímu fondu šlechtických nobilitací ve Všeobecném správním archivu (Allgemeines Verwaltungsarchiv) Rakouského státního archivu ve Vídni (pomůcku sestavil genealog Karl Friedrich von Frank), kde se ovšem nachází jen část konceptů všech knížecích nobilitačních diplomů. Dále je seznam doplněn o údaje z některých genealogických příruček (např. Gothajský almanach), soupisů nobilitačních diplomů či privilegií (Gnadenakte) a také z ojediněle se vyskytujících zpráv a zmínek v literatuře. Jednotlivé zdroje seznamu eviduje poznámkový aparát.
Vysvětlivky:
- B - Bezprostřední knížata (nebyla ovšem říšskými stavy)
- S - (Polo)Suverénní knížata mimo Svatou říši římskou
- V - Knížata, dosazená na svůj post volbou a tedy nedynastická (volení panovníci a knížata ad personam)
- Ad personam - osobní knížecí titul, který zaniká smrtí vyznamenaného
- Ž - v současnosti (2017) žijící rod
- Primogenitura - titul je dědičný pro prvorozeného syna, není-li uvedeno jinak, syn přebírá otcův titul, až po otcově smrti

| Knížecí erb | Datum udělení                                                                                 | Jméno knížete, event. knížecího rodu či knížectví | Typ udělení titulu | Vymření rodu či vyhasnutí knížecího titulu | poznámka |
| ----------- | --------------------------------------------------------------------------------------------- | --- | --- | ------------------------------------------ | --- |
|             | 1369 (4. června)                                                                              | Francesco Sassi dela Tosa | Pro veškeré potomky | ?                                          | Titul říšského knížete byl rodu znovu udělen (patrně obnoven) 25. ledna 1798 (viz níže) |
|             | 1414 (28. dubna) S V                                                                          | Giorgio Adorno, panující janovský dóže | Ad personam? | 1430?                                      | - Dóže Giorgio Adorno byl v r. 1415 v benátské občanské válce sesazen. - Potvrzení titulu vévody (na základě dóžecí hodnosti) pro Svatou říši římskou. |
|             | 1425 (21. dubna)                                                                              | - kníže z Krku - Mikuláš Frankopan, kníže z Krku, hrabě z Vinodolu, Moruše etc.                                                                            | Pro veškeré potomky | 1527                                       | - Bán chorvatský a dalmátský - Říšské potvrzení chorvatského knížecího titulu - Rod se až do roku 1430 nazýval Frangipani - Ostrovní knížectví Krk vůbec neleželo ve Svaté říši římské, ale v Chorvatsku, potažmo v Uhrách spojených s Chorvatskem reálnou unií - Titul s právem suveréna pečetit červeným voskem |
|             | 1459 (31. července)                                                                           | - kníže z Minstrberka - Viktorin z Poděbrad | Pro veškeré potomky | 1500                                       | - Titul vyhasl již s prvním knížetem - Od 5. srpna 1459 spolu s povýšením Minsterberského knížectví/vévodství na říšské "pravé vévodství a knížectví" a Kladska na říšské "pravé hrabství" - Minstrbersko bylo jediným říšským knížectvím ve Slezsku a jedním z mála říšských knížectví, které nebylo říšsky bezprostřední |
|             | 1462 (7. prosince)                                                                            | - kníže z Minstrberka - bratři Jindřich a Hynek z Poděbrad a Kunštátu                                                                                      | Pro veškeré potomky | 1647                                       | - Spolu s potvrzením dříve uděleného totožného titulu Viktorinovi - Od 5. srpna 1459 spolu s povýšením Minsterberského knížectví/vévodství na říšské "pravé vévodství a knížectví" a Kladska na říšské "pravé hrabství" - Minstrbersko bylo jediným říšským knížectvím ve Slezsku a jedním z mála říšských knížectví, které nebylo říšsky bezprostřední - Vlastní Minstrbersko rod definitivně ztratil r. 1569, na jeho status říšských knížat to však nemělo vliv, navíc udržel vládu v "jen" českém Knížectví olešnickém |
|             | 1486 (9. dubna)                                                                               | - knížectví Chimay - Charles de Croÿ, hrabě de Chimay | Pro veškeré potomky | 1527                                       | - V mnoha směrech podivná nobilitace: Knížectví Chimay nebylo nikdy ve své historii bezprostřední ani nemělo práva říšských stavů. Povýšení na knížete ze Chimay se navíc neuskutečnilo z rukou císaře Fridricha III., ale z rukou jeho syna Maxmiliána I., římského krále a zároveň panujícího burgundského vévody. Nebylo ale zvykem, aby římský král udílel knížecí tituly za života císaře a tedy v době, kdy byl jen spoluvládcem. - Knížectví bylo a je zároveň knížectvím v rámci Habsburského Nizozemí i dnešní Belgie. V jeho držbě se skrz dědictví vystřídaly různé rody jako zemská knížata. Říšskými knížaty ze Chimay však byli jen ti, kterým byl tento titul výslovně císařem udělen (tj. rod Croÿ a dále rod Hénin-Liétard, viz níže). - Titul vyhasl již s prvním knížetem, který přežil své syny |
|             | 1517 (27. září)                                                                               | Imre Perényi de Siklós | Pro veškeré potomky | 1569                                       | První kníže byl uherského palatinem. |
|             | 1518 (25. února)                                                                              | Mikuláš II. Radziwiłł | Pro veškeré potomky | 1542                                       | - Titul obdržel v Innsbrucku jako výraz díku za zprostředkování habsbursko-jagellonské nástupnické smlouvy. - Zároveň s knížecím titulem rodové statky Goniądz a Meteliai povýšeny na litevská vévodství - Titul uznán na Litvě téhož roku |
|             | 1540 (27. června) S                                                                           | Jan Zápolya, panující kníže sedmihradský, abdikovaný král uherský a charvátsko-slavonský                                                                   | Pro veškeré potomky | 1571                                       | |
|             | 1545                                                                                          | - knížectví Épinoy - vikomt Hugue de Melun | Pro veškeré potomky | 1598                                       | - Starobylý francouzský rod, doložený již v 10. století, původem z Île-de-France - Titulární knížectví Épinoy nebylo říšsky bezprostřední a nacházelo se na území Hrabství Artois, součásti Habsburského Nizozemí |
|             | 1547 (10. prosince)                                                                           | Mikuláš "Černý" Radziwiłł herbu Trąby a bratranec Mikuláš "Sirotek"                                                                                        | Pro veškeré potomky | Ž                                          | - Titul uznán na Litvě r. 1549 a v Polsku Aktem Lublinské unie r. 1569 - Zároveň s knížecím titulem byly statky Mikuláše Černého: Ňasviž a Olyka a statky Mikuláše Sirotka: Biržai a Dubingiai povýšeny na litevská vévodství |
|             | 1553                                                                                          | - kníže z Melfi - Don Marcantonio Doria del Carreto | Pro veškeré potomky | 1958                                       | |
|             | 1563 (23. května)                                                                             | - kníže z Hilstu - Francois Charles d'Affaytadi, baron de Ghistelles, pán d'Hilst                                                                          | Pro veškeré potomky | 1831                                       | - Rod původně z Neapolska, usazený ve Flandrech o okolí Antwerp - Titulární knížectví Hilst (Hasselt) nebylo říšsky bezprostřední a nacházelo se na území Knížecího biskupství Lutych |
|             | 1566 (diplom nevydán)                                                                         | Peter (II.) Erdődy | Pro veškeré potomky, viz pozn. | 1567                                       | Pro brzkou smrt knížete nevydán diplom ani nedošlo k uznání titulu v Uhrách. Knížecí titul proto smrtí prvního knížete odumřel a synové Petra II. získali r. 1580 již jen říšský hraběcí stav. |
|             | 1594 (6. srpna) B                                                                             | Charles Philippe de Croÿ, markýz d'Havré | Pro veškeré potomky | 1684                                       | Rod držel ve svém vlastnictví až do roku 1664 říšské bezprostřední panství Fénétrange (Vinstingen) v Lotrinsku, roku 1664 přešlo panství sňatkem na jinou větev rodu (vévody z Havré), protože poslední mužský člen rodu, vévoda a kníže Ernst Bogislaw, se dal jako evangelický biskup kamminský na duchovní dráhu a panství se zřekl. |
|             | 1595 (28. ledna) S                                                                            | Zikmund Báthory, panující kníže sedmihradský | Pro veškeré potomky | 1613                                       | - Spolu s obléněním Sedmihradským knížectvím jako habsburským lénem a udělením slezských vévodství Opolí a Ratiboř - Manžel arcivévodkyně Marie Kristýny - Titul vyhasl již s prvním (bezdětným) knížetem |
|             | 1600                                                                                          | purkrabí Abraham z Donína | Pro veškeré potomky | 1719                                       | - Pán stavovského panství Wartenberg ve Slezsku, zemský fojt v Horní Lužici a komorní rada ve Slezsku - Knížecí titul mu byl udělen za úspěšné vedení císařského poselstva do Moskvy v l. 1597–1600. - Abraham sám knížecí titul vnitřně nepřijal a neužíval, tak začal činit až po otcově smrti r. 1613 syn Karel Hanibal. Když ale ten r. 1633 zemřel, jeho syn Ota Abrahama knížecí titul opět přestal užívat. Tato rodová linie purkrabích z Donína (v knížecím stavu) vymřela po meči synem Oty Abrahama, Karlem Hanibalem (II.) r. 1719. - S predikátem Hoch- und Wohlgeboren od 15. července 1627 |
|             | 1610 (2. června)                                                                              | Ercole a Giovanni Ottavio Gonzagové di Guastalla (bratři)                                                                                                  | Pro veškeré potomky | 1640?                                      | Nevládnoucí členové guastallské větve rodu Gonzagů, Ercole byl vojákem ve službách mantovského vévody Francesca IV., svého vzdáleného příbuzného |
|             | 1620 (3. prosince)                                                                            | hrabě François Thomas Perrenot de Granvelle, řečený d'Oyselet, hrabě z Cantecroy, baron z Villeneuve                                                       | Pro veškeré potomky | 1607                                       | - Choť nemanželské dcery Rudolfa II., Charloty (též Karoliny), markýzi d'Austria - S možností zdědit titul i v ženské linii |
|             | 1621 (31. prosince) S                                                                         | Gábor Bethlen de Iktár panující sedmihradský kníže | Ad personam | 1629                                       | Titul získal za usmíření se s císařem |
|             | 1622 (16. srpna)                                                                              | - kníže z Rocelly - Don Fabricio Carafa della Spina, kníže z Roccelly, markýz z Castelvetere, hrabě z Grotterie                                            | Primogenitura | 1695                                       | 12. března 1720 titul přenesen na mladší linii potomků prvního knížete Fabricia (viz níže) |
|             | 1623 (22. března)                                                                             | - kníže z Marnay - Charles Emmanuel de Gorrevod, markýz z Marnay, vévoda z Pontevaulx                                                                      | Pro veškeré potomky | 1712/1755 (M/Ž)                            | - Guvernér Limburského vévodství - Povoleno dědění titulu i v ženské linii a jeho přenesení sňatkem (viz níže Bauffremont) |
|             | 1623 (28. března)                                                                             | hrabě Eitel Fridrich, kardinál Hohenzollernsko-Sigmaringenský                                                                                              | Ad personam | 1625                                       | - Člen papežské misijní komise (kongregace) pro šíření víry (de Propaganda Fide) a kardinál-kněz, od 18. dubna 1623 kníže-biskup osnabrücký - Knížecí titul získal spolu s bratrem a příbuzným, vládnoucími hrabaty |
|             | 1623 (12. září)                                                                               | Maxmilián z Lichtenštejna | Pro veškeré potomky | 1643                                       | - Bratr Karla a Gundakara z Lichtenštejna - Polní zbrojmistr císařské armády, rada Dvorské válečné rady - Titul vyhasl již smrtí prvního (bezdětného) knížete |
|             | 1623                                                                                          | kníže Jerzy Czartoryski, vévoda z Klewańe a Zukowa | Pro celý rod | Ž                                          | Říšské potvrzení knížecího původu od Gediminovců, potvrzeného v Uhrách 14. června 1442 a v Polsko-litevské unii Lublinskou smlouvou v roce 1569. |
|             | 1625 (26. června)                                                                             | Don Paolo Giordano Orsini, vévoda di Bracciano | Pro prvního knížete, bratra Alessandra, kardinála, zbylé sourozence a veškeré potomky | 1696                                       | S predikátem Illustrissimus od 17. července 1629 |
|             | 1626 (10. listopadu)                                                                          | Don Giovanni d'Aquino d'Aragona, kníže di Pietralcina | Pro veškeré potomky | 1690                                       | - Rod se v 15. století sňatkem spojil s vymřelou větví rodu d'Aragona (jedna z pozůstalých větví viz níže) a od té doby užíval doplňkově její rodové jméno. - Přímo v naraci diplomu je uvedeno, že hlavním důvodem k povýšení do říšského knížecího stavu je skutečnost, že z rodu d'Aquino vzešel svatý Tomáš Akvinský. - Titul říšského knížete byl v Neapolsku uznán prostřednictvím místokrále vévody z Alby dne 24. srpna 1627, nový kníže sám císaři poděkoval dopisem z 10. listopadu 1627 |
|             | 1627 (9. února)                                                                               | Geronimo Carafa della Stadera, markýz de Montenero | Primogenitura? | 1633                                       | - Hrdina tureckých válek, rada Dvorské válečné rady ve Vídni - Titul dědičný v mužské i ženské linii - Titul vyhasl již s prvním knížetem, který zemřel bez potomků |
|             | 1627 (18. května)                                                                             | Donna Zenobia Maria Giovanna Doria | Ad personam | 1663                                       | Sestra Dona Giovanniho Andrea (I.) Dorii, knížete di Avella, provdaná od r. 1633 Serra, markýza di Strevi |
|             | 1629 (12. listopadu) B                                                                        | - kníže lotrinský a pfalzbursko- lixheimský (von Lothringen und Pfalzburg-Lixheim) - Louis de Guise, hrabě du Boulay a de Bitche, baron d'Ancerville       | Pro veškeré potomky | 1631                                       | - Legitimizovaný nemanželský syn kardinála Louise de Guise, arcibiskupa remešského, pocházejícího z rodu vévodů z Guise, francouzské sekundogenitury Lotrinské dynastie. - S povýšením lotrinských panství Pfalzburg (Phalsbourg) a Lixheim na říšské knížectví (krátce před tím se obou panství vzdal lotrinský vévoda Karel IV. jako věna pro svou sestru Henriettu, manželku prvního knížete) - Původně počítáno s udělením krajského i říšského stavovství, včetně virilního hlasu v knížecí radě, pro brzkou smrt prvního knížete, k tomu již nedošlo) - Po smrti prvního knížete, přebírá knížectví jeho žena Henrietta a sňatkem přechází na jejího druhého manžela, Carlose de Guasco, markýze ze Salleria (viz níže) |
|             | 1629 (17. prosince)                                                                           | Carlo de Cardenas, markýz de Laine, hrabě de Accera | Primogenitura, viz pozn. | 1742                                       | Titul pro prvorozeného syna dědičně a ad personam vždy pro druhorozeného syna |
|             | 1632 (21. září)                                                                               | Don Bernardino de Savelli, kníže de Riccia, vévoda de Albano                                                                                               | Pro veškeré potomky | 1685                                       | Manžel Felice Perreti, dědičky po papeži Sixtu V. |
|             | 1634 (20. ledna)                                                                              | Jerzy Ossoliński, Princeps Romanus, hrabě z Tenczyna | Ad personam | 1650                                       | S predikátem Hochgeboren |
|             | 1637 (16. ledna)                                                                              | - vévodkyně běrutovská (von Bernstadt) - Anna Ursula von Reibnitz                                                                                          | Ad personam | 1658                                       | Morganatická manželka knížete Jindřicha Václava Minstrbersko-Olešnického |
|             | 1637 (8. srpna)                                                                               | hrabě Kaspar Dönhoff | Pro veškeré potomky | 1745                                       | - Polský nejvyšší dvorský maršálek a polský velvyslanec na císařském dvoře - Titul v Polsko-litevském státě neuznán |
|             | 1637 (8. srpna)                                                                               | Stanisław Koniecpolski herbu Pobóg | Pro veškeré potomky | 1682                                       | - Korunní polský velký hetman a kastelán krakovský - Titul v Polsku-Litvě neuznán |
|             | 1645 (25. listopadu) B                                                                        | - kníže pfalzbursko-lixheimský (von Pfalzburg und Lixheim) - Don Carlos de Guasco, markýz di Sallerio                                                      | Pro veškeré potomky | 1649                                       | - Od r. 1643 manžel Henrietty Lotrinské, panující kněžny pfalzbursko-lixheimské, který byl sám výslovně povýšen na říšského knížete a vladaře Pfalzburgu a Lixheimu. - Generálplukovník ve Španělském Nizozemí, guvernér v Nice - Titul vyhasl smrtí prvního knížete, knížectví přechází sňatkem vdovy Henrietty na jejího třetího manžela, markýze Francesca Grimaldiho, ale již bez udělení říšského knížecího stavu. Po dalším střídání vládců knížectví roku 1702 připadá zpět Lotrinsku a zaniká. |
|             | 1645 (16. prosince) S V                                                                       | baron Jiří II. Rákóczi | Pro veškeré potomky | 1752                                       | Syn panujícího sedmihradského knížete Jiřího I. a děd Františka II. Rákócziho. Sám byl vládnoucím sedmihradským knížetem v letech 1648–1657. |
|             | 1647 (8. března)                                                                              | hrabě Stanisław Lubomirski herbu Szreniawa bez Krzyża, hrabě z Wiśnicze                                                                                    | Pro veškeré potomky, viz pozn. | Ž                                          | - Polský korunní maršál - Titul pro Stanisława osobně, dále pro jeho syny Alexandra, Jerzyho a Konstantyna a veškeré jejich potomky - Titul uznán v Polsko-litevském státě roku 1682 |
|             | 1648 (13. listopadu)                                                                          | Don Diego Tagliavia d'Aragona, kníže de Castelveterno, vévoda de Terranuova a jeho teta Geronima                                                           | Pro veškeré potomky (Don Diego) a ad personam (teta Geronima) | 1663                                       | - Pocházel z rodu Tagliavia, který sňatkem získal jméno rodu d'Aragona, nelegitimních potomků Ferdinanda I. Aragonského, kteří byli v Neapolsku vévody z Montalto - Konstábl, admirál a místokrál Neapolského království - Španělský vyslanec ve Vídni v době vestfálských mírových jednání. - Titul vyhasl v mužské linii již s prvním knížetem, který zanechal jen dceru - S predikátem Oheim |
|             | 1654 (16. dubna) S                                                                            | Jakob Kettler, panující vévoda kuronský a zemgalský | Pro veškeré potomky | 1711                                       | S predikátem Durchlaucht pro veškeré potomky od 14. ledna 1698 (Predikát byl znovu udělen 20. prosince 1738 pro kuronské vévody z rodu Bironů, ačkoli Bironové nikdy na říšská knížata povýšeni nebyli. V tomto druhém případě byl ale predikát omezen jen na posloupnost panujících vévodů). |
|             | 1654 (21. dubna)                                                                              | markýz Carlo Centurione-Scotto | Primogenitura | Ž                                          | Císařský bankéř z původem janovské rodiny |
|             | 1659 (24. října)                                                                              | - kníže z Farnese - Don Agostino Chigi della Rovere, kníže Farnese, hrabě di Arbenghesco a di Suero                                                        | Pro veškeré potomky | Ž                                          | Synovec papeže Alexandra VII., velitel Švýcarské gardy a velící generál Papežského státu |
|             | 1663 (21. května)                                                                             | - kníže z Bozzolo - Annibale Gonzaga di Sabbioneta a di Bozzolo                                                                                            | Pro veškeré potomky | 1668                                       | - Nevládnoucí člen bozzolské větve rodu Gonzagů, byl mu přiznán titul knížete z Bozzolo - Císařský polní maršál a vojenský velitel města Vídně - Titul vyhasl v mužské linii již smrtí prvního knížete, jemuž syn nepřežil otce, a který zanechal jen dceru |
|             | 1664 (31. března)                                                                             | - kníže z Croÿ-Myllendonku - Philippe de Croÿ-Roeulx, svobodný pán z Myllendonku                                                                           | Pro veškeré potomky | 1702                                       | - Rod získal sňatkem r. 1642/1690 panství Myllendonk v dolním Porýní. Toto volné léno Brabantského vévodství mělo být císařem a španělským králem uvolněno, stát se bezprostředním říšským lénem a kníže měl získat i říšské stavovství, resp. virilní hlas na sněmu. K ničemu z toho nakonec nedošlo a rod Myllendonk prodal v roce 1699. - S predikátem Lieber Oheim |
|             | 1664 (31. března) S                                                                           | Albert Francois de Croÿ-Roeulx, hrabě z Megen | Pro veškeré potomky | 1674                                       | - Bratranec knížete Philippa - Do roku 1666 (od roku 1610) držel kníže/rod suverénní hrabství Megen v severním Nizozemí - Titul vyhasl již s prvním bezdětným knížetem |
|             | 1664 (12. května) B V                                                                         | hrabě Franz Egon von Fürstenberg-Heiligenberg | Ad personam | 1682                                       | - kníže-biskup štrasburský, kníže-opat ve Stavelotu a Malmédách a bývalý kníže-biskup métský - Povýšen spolu s bratry Hermannem Egonem a Wilhelmem Egonem (viz) - S predikáty Hochgeboren a Unser lieber Oheim und Fürst |
|             | 1664 (12. května) B V                                                                         | hrabě Wilhelm Egon von Fürstenberg-Heiligenberg | Ad personam | 1704                                       | - kníže-biskup métský - Povýšen spolu s bratry Hermannem Egonem a Franzem Egonem (viz) - S predikáty Hochgeboren a Unser lieber Oheim und Fürst |
|             | 1668 (6. června)                                                                              | Giovanni Battista Rospigliosi | Pro veškeré potomky | Ž                                          | - Generál římské církve - S predikátem Illustrissimus |
|             | 1669 (16. října)                                                                              | hraběnka Juliane Henriette Cirksena von Ostfriesland | Ad personam | 1715                                       | Dcera prvního (a zesnulého) knížete Enna Ludwiga, panujícího knížete ve Východním Frísku. Titul byl takto rozšířen i na její osobu. |
|             | 1673 S                                                                                        | Grigore I. Ghika, panující kníže valašský | Pro veškeré potomky | Ž                                          | |
|             | 1674 (22. července)                                                                           | - "rozená vévodkyně brunšvicko-lüneburská" - Žofie Dorotea von Harburg                                                                                     | Ad personam | 1726                                       | - Morganatická dcera knížete Jiřího Viléma z Lüneburgu-Celle, vévody brunšvicko-lüneburského - Zároveň udělen titul hraběnky z Wilhelmsburgu (dnes součást Hamburku) pro Žofii a její matku, Eleonoru d'Olbreuse, říšskou šlechtičnu von Harburg - Titul vévodkyně byl podmínečně odložen až do doby Žofiina sňatku s podmínkou, že Žofie Dorotea se stane "rozenou vévodkyní" jen tehdy, provdá-li se za říšského knížete. K tomu skutečně došlo 21. července 1679 sňatkem s jejím bratrancem, vévodou Jiřím Callenberským |
|             | 1682 (10. prosince) B V                                                                       | Johann Caspar von Ampringen | Ad personam | 1684                                       | kníže-velmistr Řádu Německých rytířů |
|             | 1684 (15. dubna)                                                                              | hrabě Gundakar z Ditrichštejna | Primogenitura | 1690                                       | - Císařský nejvyšší štolba - S právem přenést knížecí titul v případě vymření na libovolnou větev Ditrichštejnů - Gundakar se dohodl na vzájemném dědění majetku s mikulovskou knížecí větví rodu, i když jiné větve rodu (hraběcí) mu byly příbuzensky blíže - Titul zanikl smrtí prvního knížete - S predikáty Hochgeboren a Unser lieber Oheim |
|             | 1687 (7. prosince)                                                                            | hrabě Pavel I. Esterházy z Galanty, dědičný hrabě z Forchtensteinu                                                                                         | Ad personam | Ž                                          | - Dne 23. května 1712 kníže získal i dědičný knížecí titul a jeho rod posléze postoupil i mezi panující říšská knížata, což ale již nijak nesouviselo s udělením tohoto knížecího titulu z roku 1687. |
|             | 1689 (25. května)                                                                             | hrabě Leopold Philipp Montecuccoli, vévoda di Melfi | Primogenitura | 1698                                       | - S povýšením se původně počítalo již na rok 1651 pro Leopoldova otce, maršála Raimunda, nakonec z toho ale sešlo - Titul vyhasl již smrtí prvního knížete, který zemřel bez potomků - Zároveň udělen říšský hraběcí stav všem ostatním členům rodu |
|             | 1689 (29. srpna)                                                                              | Don Livio Odescalchi, vévoda di Cero, di Bracciano a di Palo, markýz de Roconfredo, hrabě de Montiano                                                      | Pro veškeré potomky | 1713                                       | - Bratr papeže Inocence XI. a habsburský vojevůdce, povýšen na základě svých vojenských zásluh (zejm. při dobytí Bělehradu) a také odměnou za výnos z desátků, který jeho papežský bratr poskytl Leopoldovi I. na válku s Turky - Titul vyhasl již s prvním knížetem, s právem adopce dědice titulu v případě vymření rodu (viz níže rod Erba-Odescalchi) od 11. prosince 1698 - S predikáty Durchlaucht, Euer Liebden a Lieber Oheim od 11. prosince 1698 |
|             | 1690 (29. ledna)                                                                              | - kníže ze Saint Maurice ve Valais - hrabě Marco Rasini, hrabě z Castelnovetto                                                                             | Primogenitura | 1860                                       | - Člen generálního sněmu Milánského vévodství - V případě vymření primogenitury právo přenést titul na Marcova bratra Carla a jeho mužské potomky - S predikáty Hochgeboren, Lieber Vetter a Euer Liebden |
|             | 1690 (20. prosince) V                                                                         | hrabě Franz Anton Los z Losensteinu | Ad personam | 1692                                       | - koadjutor Olomouckého biskupství - S predikátem Hochgeboren |
|             | 1695 (30. ledna) S V                                                                          | Constantin Brancoveanu, panující kníže valašský | Pro veškeré potomky | 1833                                       | S potvrzením titulu 8. června 1807 v Rakouském císařství |
|             | 1698 (7. ledna)                                                                               | - kněžna/kníže z Anhaltu-Zerbstu-Dornburgu - Christiane von Zeutsch, provdaná kněžna anhaltsko-zerbstsko-dornburská a její děti                            | Pro veškeré potomky | 1699                                       | Morganatická manželka knížete Johanna Ludwiga I. z Anhaltu-Zerbstu-Dornburgu, povýšením do knížecího stavu zároveň manželství uznáno za rovnorodé a děti z něj potvrzeny za plnoprávné členy rodu a dědice knížectví. |
|             | 1699 (26. března)                                                                             | Filippo de Hercolani, hrabě di Mediccina a di Nivazze | Primogenitura | 1761                                       | - Císařský vyslanec v Benátsku a císařský plenipotenciář v Itálii - S povýšením panství Florimonte na titulární markrabství (markýz) - Po smrti posledního knížete Alfonsa (1710–1761) byl knížecí titul 14. srpna 1765 přenesen na jinou větev rodu (viz níže) - S predikáty Illustrissimus, Consanguine dilecti a Carissimus |
|             | 1699 (17. května) (diplom 14. září 1700)                                                      | Michał Franciszek Sapieha herbu Lis | Pro veškeré potomky | 1700                                       | Titul vyhasl již s prvním knížetem a v roce vystavení diplomu |
|             | 1701 (10. července)                                                                           | hrabě Mihály I. Apáfi | Ad personam | 1713                                       | Sesazený sedmihradský kníže |
|             | 1701 (29. prosince)                                                                           | - kněžna z Anhaltu - Anna Luise Föhse | Ad personam | 1745                                       | - Morganatická choť knížete Leopolda I. Anhaltsko-Dessavského - S císařským zvláštním uznáním rovnorodosti pro ni i děti vzešlé ze sňatku - S predikátem Hochgeboren |
|             | 1704 (12. března) S                                                                           | Don Cesare Michalengelo d'Avalos d'Aquino d'Aragona, suverénní markýz z Pescary a Vasto, kníže z Francavilly, Rocelly a Isernie, vévoda z Monte Negro etc. | Pro veškeré potomky | 1729                                       | - Cesare Michelangelo byl za své prohabsburské vojenské angažmá r. 1701 vyhnán z Neapolska a vrátit se mohl až po skončení války o španělské dědictví. Na vídeňském dvoře působil jako císařský pensionář a poté jako vyslanec španělského krále Karla III. - Rod d'Avalos přijal na základě sňatku s dcerou vévody z Montalto (rod d'Aragona) jména d'Aquino a d'Aragona - Markrabství Pescara a Vasto nepatřilo k říši, ale bylo suverénní - V diplomu se odvolává na udělení titulu z 16. srpna 1622 (viz výše), neboť obě knížata spojuje držba Rocelly (svého druhu přenesení titulu) - S právem v případě hrozícího vymření rodu vybrat dědice titulu z rodů d'Avalos, Monte Herculis či Troja (již první kníže neměl potomky) - Titul obnoven až 1. března 1791 (viz níže) - S intimací (potvrzením) titulu v habsburských dědičných zemích dne 10. června 1705 - S predikáty Illustrissimus, Carissimus a Consanguine dilecti |
|             | 1704 (26. srpna)                                                                              | - kněžna těšínská (von Teschen) - Ursula Katharina von Altenbockum, rozvedená kněžna Lubomirská                                                            | Ad personam | 1743                                       | - Metresa kurfiřta Augusta Silného - Titul podle císařova Těšínského knížectví, ovšem bez jakýchkoli práv k této zemi - S právem spojit erb Těšínského knížectví se svým rodovým - S predikátem Hochgeboren |
|             | 1706 (21. ledna)                                                                              | Alexandr Danilovič Menšikov | Pro veškeré potomky | Ž                                          | - Generální gubernátor Sankt Petěrburgu a oblíbenec Petra Velikého - V roce 1707 byl Menšikov povýšen i do ruského knížecího stavu (jako vůbec první ruský kníže vzešlý z panovnické nobilitace) a obdržel také titul ruský vévody z Ingrie. Menšikovův potomek, kníže Alexandr Sergejevič, gubernátor Finska, získal v roce 1833 také potvrzení knížecího titulu ve Finsku, což byl jediný udělený knížecí titul vůbec. |
|             | 1706 (10. července)                                                                           | hrabě František Antonín z Harrachu | Ad personam | 1727                                       | - Bývalý kníže-biskup vídeňský, salcburský koadjutor, r. 1709 nastoupil jako kníže-arcibiskup salcburský - S predikáty Hochgeboren a Oheim |
|             | 1707 (1. září) (diplom nevydán)                                                               | Ivan Mazepa | Ad personam | 1709                                       | Kozácký hejtman a bývalý povstalecký protiruský vůdce, posléze spojenec cara Petra Velikého a bojovník s Turky a Krymským chanátem, rytíř Řádu sv. Ondřeje, carský tajný rada |
|             | 1708 (13. října)                                                                              | Ettore Carafa della Spina, hrabě z Policastro a jeho bratr Giovanni                                                                                        | Primogenitura, viz pozn. | 1764                                       | - Etore byl císařským komořím, Giovanni polním podmaršálkem a plukovníkem-majitelem kyrysnického pluku v habsburské armádě - Následnictví tak, že prvorozený syn knížete v každé generaci je knížetem, druhorozený je jen knížetem ad personam a všechny dcery jsou kněžnami, ovšem případní další synové již knížaty nejsou. Primogenitura se počítá od obou bratří - S predikáty Illustrissimus, Consanguine dilecti a Carissimus |
|             | 1710 (18. března)                                                                             | - kníže ze Soriana - Don Carlo Albani, kníže de Soriano a bratr Annibale                                                                                   | Primogenitura, viz pozn. | 1852                                       | - Annibale Albani byl apoštolským nunciem na císařském dvoře ve Vídni a zasadil se velmi o konverzi ke katolické víře vévody Antona Ulricha Brunšvického, děda budoucí císařovny Alžběty Kristýny. - Dědičnost v mužské i ženské primogenituře, titul i pro bratra Annibala, pozdějšího kardinála (ad personam) - S predikáty fürstliche Gnaden, Euer Liebden a Lieber Oheim |
|             | 1710 B V                                                                                      | hrabě Johann Philipp, kardinál z Lambergu, kníže-biskup pasovský                                                                                           | Ad personam | 1712                                       | Principální komisař při říšském sněmu v Řezně, císařský diplomat a bratr prvního dědičného knížete z Lambergu |
|             | 1711 (19. března) B                                                                           | hrabě Johann Leopold Trautson, hrabě z Falkensteinu | Primogenitura, viz pozn. | 1775                                       | - Císařský nejvyšší hofmistr - V letech 1710 (23. května)-1714 pro něj bylo v císařem okupovaném Bavorsku vytvořeno říšské hrabství Ried v Innské čtvrti a v plánu bylo i říšské stavovství. Po míru v Rastattu a konci války o španělské dědictví musel být Ried navrácen Bavorsku a z těchto plánů sešlo. - V případě vymření po meči možnost následnictví v linii bratra Franze Eusebia - S predikáty Hochgeboren a Lieber Oheim |
|             | 1714 (20. března)                                                                             | - kníže Odescalchi - Don Baltasare Erba, markýz de Mondenico                                                                                               | Primogenitura, někdy v průběhu 18. století byl titul rozšířen na veškeré potomky | Ž                                          | - Přenesení titulu po strýci z matčiny strany, Liviovi Odescalchim (viz výše) - Císařský říšský vikář v Milánsku - Téhož dne titul potvrzen v dědičných zemích - S predikátem Illustrissimus |
|             | 1715 (22. listopadu)                                                                          | Don Carlo Pacheco Carafa della Stadera, kníže della Guardia, vévoda de Maddaloni                                                                           | Primogenitura | 1829                                       | - Císařský tajný rada - S predikáty Illustrissimus, Consanguine dilecti a Carissimus |
|             | 1715 (26. listopadu)                                                                          | Don Marino Francesco de Caracciolo, kníže di Avelino | Primogenitura, viz pozn. | 1932                                       | - Generální poštmistr Neapolského království, císařský tajný rada a r. 1716 císařský vyslanec u papeže - Pouze mužská primogenitura s výslovným nařízením, že dědic titulu se stává knížetem až po smrti knížete předchozího - S predikáty Celsissimus, Consanguine dilecti, Carissimus |
|             | 1716 (1. října)                                                                               | Giuseppe Folch de Cardona y Eril, hrabě de Ruiz, de Liori etc., markýz de Guadalest etc.                                                                   | Primogenitura | 1730                                       | - Nejvyšší hofmistr císařovny Alžběty Kristýny - Původně následnictví jen v mužské primogenituře, od 26. prosince 1718 listinné privilegium tehdy nevydáno) s právem přenést titul také na dceru a její potomky. K tomu došlo v případě Theresie, dcery prvního knížete, provdané markýzi de Silva (viz níže) - S predikáty Hochgeboren, Euer Liebden a Lieber Oheim |
|             | 1716 (10. prosince) V                                                                         | hrabě Philip Carl von Fürstenberg-Mößkirch | Ad personam | 1718                                       | - Kníže-biskup lavantský - Povýšen zároveň s bratrem Frobenem Ferdinandem a příbuzným ze stühlingenské větve: Josephem Wilhelmem Enstem (viz) |
|             | - 1718 (26. prosince) (privilegium nevydáno) - 1750 (12. června) (přenesení a vydání diplomu) | - Kněžna/kníže z Cardony - markýza Teresie de Silva a následně její syn Francisco Manuel                                                                   | Primogenitura | 1739/1750                                  | Jediná dcera knížete Giuseppeho Folcha de Cardona y Eril (viz výše), provdaná za markýze de Silva obdržela práva zdědit otcův říšský knížecí titul pro sebe a syna. Její syn a druhý (mužský) kníže: Francisco Manuel de Silva, kníže z Cardony († 1739), taktéž zemřel bez mužských potomků. Jeho dceři Marii Terezii byl proto knížecí titul s odvoláním na nezlistiněné privilegium z r. 1718 v r. 1750 potvrzen. Kněžna, provdaná Hohenzollern-Hechingen ovšem zemřela ještě téhož roku. |
|             | 1720 (12. března)                                                                             | Don Vicenzo Carafa-Cantelmo-Stuart, kníže z Rocelly, vévoda z Bruzzana, markýz z Brancaleone a Castelvetero, hrabě z Grotterie                             | Primogenitura | Ž                                          | - Přenesení titulu z 16. srpna 1622 (viz výše) - Don Vicenzo byl za dědice knížecího titulu císařem uznán již 5. dubna 1719 - Sňatkem získali Carafové jméno Cantelmů, ti zase r. 1685 obdrželi od Karla II. Anglického čestné jméno Stuart jako uznání jejich původu od skotského rodu (klanu) Douglas a tedy příbuzenství se Stuartovci - S predikáty Illustrissimus, Consanguine dilecti a Carissimus |
|             | 1720 (21. prosince)                                                                           | hrabě Johann Philipp Cebrowski herbu Poraj, svobodný pán von Eckersperg                                                                                    | Primogenitura | ?                                          | S právem povýšení území na říšské knížectví, bude-li zakoupené ve dvouleté lhůtě (ke koupi však nedošlo) |
|             | 1722 (17. dubna)                                                                              | - kněžna z Ebersteinu - hraběnka Ehrengarde Melusine von der Schulenburg, vévodkyně z Munsteru a Kendalu                                                   | Ad personam | 1743                                       | - Metresa britského krále a hannoverského kurfiřta Jiřího I. - Predikát von Eberstein převzat po bývalém říšském hrabství Everstein v Hannoverském kurfiřtství - S predikátem Hochgeboren |
|             | 1722 (13. listopadu) B                                                                        | Marc de Beauveau-Craon, hrabě na Harouel a na Gournay | Primogenitura | 1982                                       | - Pán rytířského bezprostředního statku Mühlhausen am Neckar u Stuttgartu - Se zákazem duchovního povolání pro prvorozené syny pod trestem odnětí knížecího titulu - S predikátem Illustrissimus |
|             | 1723 (27. dubna)                                                                              | Don Giovanni Ventimiglia, kníže de Castelbuono, de Scaletta a de Belmontino, markýz de Geraci                                                              | Primogenitura | 1860                                       | S predikáty Celsissimus, Consanguine dilecti a Carissimus |
|             | 1723 (1. srpna)                                                                               | Dmitrij Konstantinovič Kantemir | Pro veškeré potomky | 1823                                       | Syn vládnoucího moldavského knížete |
|             | 1723 (9. září)                                                                                | Don Antonio Pignatelli-Belmonte, kníže z Bellmonte, vévoda z Acerenzy                                                                                      | Primogenitura | 1911                                       | - Císařský polní podmaršálek, téhož roku se stal generálem kavalerie - S predikáty Celsissimus, Consanguine dilecti a Carissimus |
|             | 1723 (27. září)                                                                               | Don Vincenzo di Giovanni e Zapata-Tassis, kníže z Montereale, vévoda ze Saponary                                                                           | Primogenitura | 1730                                       | - S právem přenést titul na příbuzné mimo rod (adopce) - Sňatkem dcery prvního knížete z roku 1710 přeneseno po smrti prvního knížete na rod Alliata de Villafranca (kníže neměl mužské potomky) - S intimací (potvrzením) titulu v habsburských dědičných zemích a v Neapolsku dne 29. září 1723 - S predikáty Celsissimus, Consanguine dilecti a Carissimus |
|             | 1724 (24. srpna)                                                                              | Don Filippo Bernualdo Orsini, vévoda di Gravina | Primogenitura | Ž                                          | S predikáty Celsissimus, Consanguine dilecti a Carissimus |
|             | 1725 (diplom 26. dubna 1726)                                                                  | Don Ambroggio Caracciolo, kníže di Torchiarollo | Primogenitura | Ž                                          | - Druhorozený syn knížete Marina Francesca Caracciolo-Avelino (viz výše) - Polní maršál a generální pokladník Neapolského království - S predikátem Celsissimus od 9. listopadu 1726 |
|             | 1727 (21. února)                                                                              | - kněžna saská (von Sachsen) - Philippine Elisabeth von Sachsen, rozená Caesar a její děti                                                                 | Pro veškeré potomky | 1778                                       | - Morganatická manželka vévody Antonína Oldřicha Sasko-Meiningenského - Philippine a jejích deset dětí byli oprávněni nést jméno po Sasku, na základě soudních rozhodnutí z let 1744 1747 ale děti nemohly po otci zdědit vládu v Sasko-Meiningensku - S právem užívat sasko-meiningenský erb - S predikátem Hochgeboren |
|             | 1730                                                                                          | Don Domenico Alliata (e Di Giovanni), kníže z Villafrancy, vévoda ze Salaparuty, kníže z Bucchery, z Castrorao etc.                                        | Primogenitura | Ž                                          | - Přenesení titulu z 27. září 1723 na základě sňatku a adopce (viz výše), potvrzeno Karlem VI. - Císařský polní podmaršálek - S predikáty Celsissimus, Consanguine dilecti a Carissimus |
|             | 1731 (7. května)                                                                              | Don Giovanni Domenico Milano, kníže di Ardore, markýz di San Giorgio e di Polestina                                                                        | Primogenitura | Ž                                          | S predikáty Celsissimus a Consanguine dilecti |
|             | 1733 (8. března)                                                                              | hraběnka Violanta Theresie z Thurn-Taxis | Ad personam | 1734                                       | - Morganatická manželka kurfiřta Karla III. Falckého - Violanta nepocházela z rodu Thurn-Taxis, ale z rodu Thurn-Valsassina, oba rody uváděly společný původ, který ale nelze doložit. - S predikátem Hochgeboren |
|             | 1735 (4. září)                                                                                | - Knížectví Chimay - Alexandre de Hénin-Liétard, hrabě de Bossu                                                                                            | Pro veškeré potomky | 1804                                       | - Znovupovýšení knížectví Chimay v Rakouském Nizozemí na říšské knížectví a přenesení této knížecí hodnosti udělené 9. dubna 1486 Charlesovi de Croÿ (viz výše) - S predikáty Hochgeboren, Lieber Oheim a Euer Liebden |
|             | 1736 (18. srpna)                                                                              | - kníže z Hornes - hrabě Maxmilian Emanuel Joseph van Hoorn, kníže z Hornes                                                                                | Pro veškeré potomky | 1763                                       | - Titul vyhasl již s prvním knížetem - S predikáty Hochgeboren, Lieber Oheim a Euer Liebden |
|             | 1742 (24. ledna) B                                                                            | Emmanuel de Croÿ, kníže ze Solre | Pro veškeré potomky | Ž                                          | - Čtvrté a poslední udělení (přenesení) říšského knížecího titulu některé z větví rodu Croÿ (předchozí v l. 1486, 1594 a 1664) - v l. 1803-06 drželi vestfálské bezprostřední hrabství Dülmen, pro nějž bylo v plánu též udělení říšského stavovství (kuriální hlas), pro brzký zánik Svaté říše se tyto plány neuskutečnily |
|             | 1742 (12. května)                                                                             | Charles Louis Auguste Fouquet, vévoda de Belle-Isle | Pro prvního knížete, jeho veškeré syny a dále vždy jejich prvorozené syny, v případě vymření měl titul dědit bratr prvního knížete Louis Charles Armand ve stejném následnictví                        | 1761                                       | - Maršál Francie za války o dědictví rakouské, vyslanec Francie u kurfiřtské rady - S predikáty Euer Liebden a Hochgeboren |
|             | 1742 (14. července)                                                                           | hraběnka Philippa Henrieta z Nasavska-Saarbrückenu, rozená hraběnka Hohenlohe-Langeburg a její dcery                                                       | Ad personam | 1774                                       | Vdova po posledním vládnoucím nasavsko-saarbrückenském hraběti Ludvíku Kraftovi |
|             | 1742 (1. září) B                                                                              | Louis Joseph d'Albert de Luynes, kníže de Grimbergen | Primogenitura | 1758                                       | - Vyslanec císaře Karla VII. v Paříži - V l. 1714–1758 pán bezprostředního rytířského zboží Wertingen a Hohenreichen v západobavorském Podunají (s titulem hrabě z Wertingenu a Hohenreichenu) - Titul vyhasl již s prvním knížetem - S predikáty Hochgeboren a Lieber Vetter und Oheim |
|             | 1742 (16. listopadu)                                                                          | - kníže von Bernburg (od 29. dubna 1748 kníže von Bährnfeld) - bratři hrabata Friedrich a Carl Leopold z Ballenstedtu                                      | Pro veškeré potomky | 1769                                       | - Morganatičtí synové panujícího knížete Viktora Friedricha Anhaltsko-Bernburského a Vilemíny Charlotty Nüssler, od r. 1719 hraběnky z Ballenstedtu - Původní predikát "z Bernburgu" zamítla Říšská dvorská rada (Reichshofrat) na základě stížnosti anhaltsko-bernburských knížecích příbuzných, proto byl roku 1748 přiznán fiktivní predikát "z Bährnfeldu". - Titul vyhasl již s prvními, bezdětnými, knížaty - S predikátem Hochgeboren |
|             | 1743 (16. dubna), viz dále                                                                    | Józef Alexander Jabłonowski, dědic vévodství Ostróg | - Pro veškeré potomky - 30. dubna 1744 rozšířeno na Stanisława Vincenta, hraběte z Bohuszowicz a veškeré potomky - 4. července 1744 rozšířeno na Johanna Cajetána, hraběte z Ostrógu a veškeré potomky | 1921                                       | - Knížecí titul měl být původně udělen již císařem Leopoldem I. r. 1683 a to pro Stanislawa Jablonowského za jeho zásluhy při záchraně Vídně. Ten ale jako člen senátorského stavu v polském sejmu nesměl přijmout žádný zahraniční šlechtický titul. Vyprosil si ale u císaře, aby ten udělil knížecí hodnost jeho potomkům. Knížecího titulu dosáhla nakonec teprve generace Stanislawových vnuků od císaře Karla VII. - S predikáty Hochgeboren a Lieber Oheim (při všech třech uděleních) |
|             | 1746 (15. července)                                                                           | hrabě Josef Adam z Auerspergu | Pro veškeré potomky | 1942                                       | - Mladší syn čtvrtého knížete Jindřicha Josefa, zakladatel žlebské větve rodu - Josef Adam byl jako potomek prvního knížete hlavní rodové větve Jana Weikharda oprávněn k případnému zdědění majetku starší rodové větve včetně práv říšského stavovství, na což však nikdy nedošlo |
|             | 1747 (1. ledna)                                                                               | kníže Štěpán Vilém Kinský z Vchynic a Tetova | Primogenitura | Ž                                          | - Dědičnost pouze v mužské linii - S predikátem Hochgeboren |
|             | 1752 (17. dubna)                                                                              | kníže Alexandr Josef Sułkowski, kníže z Bílska | Primogenitura, od 5. srpna 1754 rozšířeno na sourozence prvního knížete a veškeré potomky této první generace knížat                                                                                   | Ž                                          | S predikáty Hochgeboren a Euer Liebden, od 5. srpna 1754 také s predikátem Lieber Oheim |
|             | 1754 (12. srpna)                                                                              | - kníže z Prümu - svobodný pán Johann Philipp von Walderdorff                                                                                              | Ad personam | 1768                                       | Koadjutor trevírského arcibiskupství a probošt od Svatého Šimona v Trevíru |
|             | 1755 (24. června) V                                                                           | hrabě Virgilius Augustin Maria von Firmian | Ad personam | 1788                                       | Katedrální probošt salcburský a bývalý kníže-biskup lavantský |
|             | 1757 (28. května)                                                                             | Don Giovanni Pompeio Piccolomini-Arragona, kníže z Villa Nuova, hrabě z Cellano                                                                            | Primogenitura | 1783                                       | - Dědic titulu a majetku vymřelé větve Piccolomini-Pieri, sám pocházející z větve Piccolomini-Todeschini - Fakticky nešlo o knížecí nobilitaci, ale o přenesení již uděleného titulu na základě privilegia z 16. května 1689 - S inkolátem v Českém království |
|             | 1757 (8. června)                                                                              | - kníže z Marnay - Louis de Bauffremont-Courtenay, kníže z Courtenay, jeho bratři a dcera Louisa Benigna, kanovnice v Remiremontu                          | Pro veškeré potomky | Ž                                          | - Přenesení titulu z 22. března 1623 po vymřelém rodu Gorrevod - Louis i jeho bratr Charles Roger zůstali bez mužských potomků, linie rodu pokračovala syny nejmladšího z bratrů Josepha Francoise, markýze z Listenois. - S predikáty Illustristissimus, Carissimus a Consanguine dilecti |
|             | 1759 (28. května)                                                                             | vévoda Victor-François de Broglie | Pro veškeré potomky | Ž                                          | S predikáty Illustrissimus, Consanguine dilecti a Carissimus |
|             | 1761 (15. září)                                                                               | vévoda Carl Hyacint Anton de Gallean, Princeps Romanus, svobodný pán z Issarts a Courtines, markýz de Salernes                                             | Pro veškeré potomky | 1778                                       | - Tajný rada a důvěrník kurfiřta Karla Teodora - Titul vyhasl v mužské linii již s prvním knížetem, který měl jen dceru - S predikáty Hochgeboren, Euer Liebden a Lieber Oheim |
|             | 1763 (21. července)                                                                           | kníže Alexej Grigorjevič Orlov | Pro veškeré potomky | 1808                                       | - Titul vyhasl již smrtí prvního knížete, který přežil jediného syna - S predikáty Hochgeboren a Euer Liebden |
|             | 1764 (3. ledna)                                                                               | kníže Karl Bathyány | Primogenitura | 1914                                       | - S predikáty Hochgeboren, Lieber Oheim a Euer Liebden - Následnictví v linii prvorozenců Karla, v případě vymření po meči v linii prvorozenců Karlova bratra Ludwiga, pouze muži mohou dědit knížecí titul |
|             | 1765 (14. srpna)                                                                              | Marcantonio Hercolani, markýz z Florimonte | Primogenitura | Ž                                          | - Přenesení knížecího titulu rodu Hercolani z 26. března 1699 (viz výše) - První kníže byl příbuzným posledního říšského knížete Hercolani ze starší knížecí linie, Alfonsa, a také radním (senatore) v Bologni - S predikáty Illustrissimus, Consanguine dilecti a Carissimus |
|             | 1765 (5. prosince)                                                                            | kníže Andrzej Poniatowski | Primogenitura | 1813                                       | - Bratr polského krále Stanislava Augusta a rakouský polní podmaršálek - S predikátem Hochgeboren |
|             | 1767 (2. února)                                                                               | kníže František Václav Clary-Aldringen | Primogenitura | Ž                                          | - S výslovným zákazem církevní kariéry pro prvorozené syny pod trestem ztráty knížecího titulu - S predikátem Hochgeboren |
|             | 1769 (5. srpna)                                                                               | Don Antonio Barbiano di Belgioioso, markýz z Grumely | Primogenitura | 1944                                       | - 24. srpna t. r. mu byl knížecí titul potvrzen taktéž pro Milánské vévodství - S predikáty Hochgeboren, Euer Liebden a Lieber Oheim |
|             | 1769 (5. srpna)                                                                               | kníže Jan Václav Paar | Primogenitura | Ž                                          | - Titul vázán na držbu majorátu v Čechách - S predikátem Hochgeboren |
|             | 1772 (1. srpna)                                                                               | hrabě Friedrich von Hessenstein | Pro veškeré potomky | 1808                                       | - Nemanželský syn švédského krále Frederika - Predikát "von Hessenstein" odkazoval na příslušnost otce prvního knížete k Hesenské dynastii - Titul vyhasl již smrtí prvního knížete - S predikáty Hochgeboren a Euer Liebden |
|             | 1774 (9. dubna)                                                                               | - kníže z Montbarrey - Alexandre Maria de Saint Mauris, hrabě z Montbarrey a Savigny                                                                       | Pro veškeré potomky | 1794                                       | - Francouzský generálmajor (Maréchal de Camp) - S predikáty Hochgeboren, Lieber Oheim a Euer Liebden |
|             | 1775 (červen)                                                                                 | Franziska Korvín-Krasińská | Ad personam | 1796                                       | Morganatická manželka (formálně panujícího) kuronského vévody prince Karla Kristiána Saského |
|             | 1776 (27. února)                                                                              | kníže Grigorij Alexandrovič Potěmkin | Pro veškeré potomky | 1791                                       | - S inkolátem v říši - Titul vymřel již s prvním knížetem - S predikáty Hochgeboren a Lieber Oheim |
|             | 1776 (14. prosince)                                                                           | hrabě Franz Xaver Ludwig von Breuner, kníže-biskup lavantský                                                                                               | Ad personam | 1797                                       | |
|             | 1777 (2. února)                                                                               | - kníže z Vanvillars - Florent Louis Maria du Châtelet-Lorraine, vévoda du Châtelet, markýz de Trichâteu, hrabě de Lomont                                  | ? | 1793?                                      | - Bývalý zplnomocněný francouzský ministr při dvorech ve Vídni a v Londýně, rytíř Řádu svatého Ducha - Titul vyhasl s druhým knížetem Paulem Mariou Florentem, který zemřel v dětském věku, snad ještě před svým otcem |
|             | 1778 (31. ledna)                                                                              | - kníže Nassau d'Auverquerque - George Clavering-Cowper 3. Earl Cowper, vikomt Fordwich, lord Wingham                                                      | Primogenitura | 1905                                       | - Po matce pocházel z rodu nelegitimních potomků Mořice Oranžského, což se odrazilo v titulu "kníže z Nasavska-Auverquerque" (zeelandský Ouwerkerk) - Knížecí titul následně uznán Jiřím III. také v Británii - S naturalizací v říši - S výslovnou poznámkou, že prvorozený syn dědí knížecí titul vždy až po smrti otce - S predikáty Hochgeboren, Euer Liebden a Lieber Oheim |
|             | 1783 (24. července) B                                                                         | hrabě Karel Josef Palm z Gundelfingenu | Primogenitura | 1851                                       | - Kníže vlastnil bezprostřední rytířská panství Illereichen (1771–1788) a Hohengundelfingen (1774–1805) - S výslovným zákazem církevní kariéry pro prvorozené syny pod trestem ztráty knížecího titulu - S predikátem Hochgeboren |
|             | 1784 (7. května)                                                                              | kníže Antal Grassalkovich de Gyarák | Primogenitura | 1841                                       | - Nejvyšší císařský podkoní - S predikáty Hochgeboren, Euer Liebden a Lieber Oheim |
|             | 1788 (27. listopadu) V                                                                        | hrabě Vincenc Josef ze Schrattenbachu | Ad personam | 1816                                       | Bývalý kníže-biskup lavantský a koadjutor salcburský |
|             | 1790 (12. října)                                                                              | starohrabě Karel Josef Salm-Reifferscheidt-Raitz | Primogenitura | Ž                                          | S potvrzením již užívaného predikátu Hochgeboren |
|             | 1791 (1. března) S                                                                            | Tomasso d'Avalos d'Aquino d'Aragona, suverénní markýz z Vasto a z Pescary                                                                                  | Pro veškeré potomky | 1862                                       | - Markrabství Pescara a Vasto nepatřilo k říši a r. 1797 bylo obsazeno Francií, čímž jeho suverenita skončila - Přenesení a potvrzení titulu z 12. března 1704 (viz výše) - S predikátem Illustrissimus |
|             | 1792 (24. září) B V                                                                           | - kníže z Méan - hrabě François Antoine Marie de Méan de Beauriex, kníže-biskup lutyšský                                                                   | Ad personam | 1831                                       | |
|             | 1796 (2. června)                                                                              | hrabě Platon Zubov | Pro veškeré potomky | 1822                                       | - Ruský nejvyšší polní zbrojmistr (odpovídá dnešnímu generálplukovníkovi) a generální gubernátor v Novorossijsku - Titul vyhasl již s prvním a bezdětným knížetem - S predikátem Hochgeboren |
|             | 1798 (25. ledna)                                                                              | Francesco Sassi dela Tosa | Pro veškeré potomky | ?                                          | - Starý florentský patricijský rod - První kníže byl patron a vicedominus florentského arcibiskupství - Pravděpodobně šlo o obnovu knížecí hodnosti, udělené stejnojmennému členu rodu 4. června 1369 (viz výše) - S predikáty Illustrissimus, Consanguine dilecti a Carissimus |
|             | 1801 (20. ledna)                                                                              | lady Elisabeth Berkley | Ad personam | 1828                                       | - Morganatická manželka vládnoucího markraběte (r. 1787 abdikoval) Karla Alexandra Braniborsko-Ansbašsko-Bayreuthského z rodu Hohenzollernů - S predikáty Hochgeboren, Euer Liebden a Liebe Muhme |
|             | 1806 (9. dubna)                                                                               | hrabě Heinrich XLIII. z Reuss-Köstritz | Pro veškeré potomky | 1856                                       | - Člen nevládnoucí větve rodu Reussů - S predikátem Hochgeboren |

## Nepravá říšská titulární knížata

### Svatá říše římská
Ve Svaté říši římské přiznal císař některým cizím knížatům právo svůj knížecí (vévodský) titul užívat také v říši. Neznamenalo to však udělení říšského knížecího titulu.
| Knížecí erb | Datum udělení | Jméno knížete, event. knížecího rodu či knížectví                                                     | Typ udělení titulu | Vymření rodu či vyhasnutí knížecího titulu | poznámka |
| ----------- | ------------- | --- | ------------------ | ------------------------------------------ | --- |
|             | 1620          | - vévoda z Northumberlandu - Sir Robert Dudley, "hrabě (Earl) z Warwicku"                             | Primogenitura      | ?                                          | - Nelegitimní syn Roberta Dudleyho, hraběte z Leicestru, konvertita ke katolicismu, cestovatel a objevitel v oblasti Karibiku a řeky Orinoko - Císařské uznání (neprávem) nárokovaného titulu pro oblast Svaté říše římské |
|             | 1628          | - Duca in Italia - Don Girolamo Oliva Grimaldi, kníže di Gerace, vévoda di Terranova, markýz di Gioia | ?                  | 1757                                       | Neapolský kníže z rodu Oliva Grimaldi získal právo užívat v říši titul "vévoda v Itálii", užívaný v italské podobě. Říšským knížetem se nestal.                                                                            |

### Francie
| Knížecí erb | Datum udělení                                         | Jméno knížete, event. knížecího rodu či knížectví                                                                           | Typ udělení titulu | Vymření rodu či vyhasnutí knížecího titulu | poznámka |
| ----------- | ----------------------------------------------------- | --- | ------------------ | ------------------------------------------ | --- |
|             | 1720 (24. srpna) (parlamentní potvrzení 31. prosince) | - Princ z Vergagni a kníže Svaté říše římské - Philippe Jules François de Mancini-Mazarini, vévoda z Nevers a kníže z Donzy | Primogenitura      | 1798                                       | - Přenesení titulu po Ambrogiovi Spinolovi, jenž byl titulu soudem zbaven a s jehož dcerou Marií byl Philippe Jules oddán. - Titul přenesen princem-regentem Filipem Orleánský, v říši nebyl nikdy uznán, neboť Spinolův titul byl sice dědičný i v ženský linii, ale byl mu soudně odejmut za velezradu na císaři (tzv. felonii) a tedy zanikl a nemohl již být dále přenesen. |

### Prusko
Císař Karel VII. Bavorský, který trůnu dosáhl jen díky finanční a vojenské pomoci Francie, a který vedl proti Marii Terezii válku o dědictví rakouské, přislíbil krátce po své frankfurtské korunovaci (24. ledna 1742) pruskému králi Bedřichu II. Velikému, že veškeré šlechtické tituly, které pruský král již udělil či v době Karlovy císařské vlády ještě udělí svým vlastním poddaným, budou automaticky uznány jako tituly říšské. To se týkalo i titulů knížecích. Od nástupu Františka I. na říšský trůn (13. září 1745) toto již nadále nebylo uznáváno a i říšská platnost titulů vydaných v Prusku před Františkovým nástupem je v následujících letech až do zániku říše sporná.
| Knížecí erb | Datum udělení       | Jméno knížete, event. knížecího rodu či knížectví           | Typ udělení titulu | Vymření rodu či vyhasnutí knížecího titulu | poznámka |
| ----------- | ------------------- | ----------------------------------------------------------- | ------------------ | ------------------------------------------ | --- |
|             | 1741 (6. listopadu) | - kníže zu Carolath-Beuten - hrabě Hans Carl von Schoenaich | Primogenitura      | Ž                                          | - S povýšením slezského stavovského panství Carolath-Beuthen na slezské knížectví - S predikátem fürstliche Gnaden                |
|             | 1744 (16. března)   | hrabě Filip Gotthard Schaffgotsch, Semperfrei zu Kynast     | Ad personam        | 1795                                       | Kanovník olomoucký a prelát vratislavský, budoucí kníže-biskup vratislavský, biskupský kandidát protlačovaný králem Bedřichem II. |

### Itálie
| Knížecí erb | Datum udělení  | Jméno knížete, event. knížecího rodu či knížectví                                        | Typ udělení titulu | Vymření rodu či vyhasnutí knížecího titulu | poznámka |
| ----------- | -------------- | ---------------------------------------------------------------------------------------- | ------------------ | ------------------------------------------ | --- |
|             | 1937 (9. září) | kníže Don Lelio Niccolo Orsini, patricij římský, benátský etc., šlechtic di Corneto etc. | Primogenitura      | Ž                                          | V Italském království, dlouho po zániku říše, uznal král Viktor Emanuel III. přenesení říšského knížecího titulu vymřelé větve Orsiniů z Bracciana z 26. června 1625 na mladšího člena větve Orsini di Gravina. Učinil tak v souladu s italskými zvyklostmi přenášení dřívějších (i cizích) titulů, ale pochopitelně bez souhlasu římsko-německého panovníka a tedy v rozporu s říšským právem. Titul Principe di Sacro Romano Impero, který tato větev, založená r. 1929, užívá, tak není zcela nesporný. |